# بخش البرتویل
بخش البرتویل (به فرانسوی: Arrondissement d'Albertville) یک بخش در فرانسه است که در ساووآ واقع شده‌است.